# Mario García (entrenador)
Mario Humberto García Caboara (Ciudad de México, México; 14 de septiembre de 1980) es un exfutbolista y actual director técnico mexicano de ascendencia italiana. Jugaba como defensa central. Actualmente no dirige a ningún club.

## Como jugador
Comenzó jugando en su natal México para los Tecos de la UAG. Posteriormente tendría un extensa carrera en el fútbol internacional en donde jugaría en Argentina para el Central Córdoba, el As Varese en Italia. En el  2006 es contratado por 7 temporadas en el equipo colombiano de Boyacá Chicó siendo dirigido por Alberto Gamero, tras un breve paso por el Pumas Morelos en 2013 regresa a Colombia en 2014 jugando 2 temporadas en el Deportes Quindío.
En su trayectoria, su logro más importante es ser campeón de la primera división del fútbol colombiano con Boyacá Chicó en el Torneo Apertura 2008 la cual fue ganada ante el América de Cali. Con el 'cuadro ajedrezado' disputó más de 200 partidos siendo un referente e ídolo.

## Como entrenador

### Boyacá Chicó

#### 2016-20
A comienzos del 2016 se convierte en el entrenador del Boyacá Chicó en sus categorías inferiores hasta el 5 de septiembre de 2016 cuando recibe el llamado de Eduardo Pimentel para dirigir al equipo profesional en calidad de entrenador en propiedad luego de la salida de Dario "El Chusco" Sierra en la fecha 10 del finalización 2016. Días después se conoce que Mario no sería el DT si no el asistente técnico del club.
Entre 2016 y 2020 sería el AT del uruguayo Nelson Olveira y el colombiano Flecha Gómez en donde celebró 2 ascensos a primera división.

#### 2021-23
El 15 de enero de 2021 se le nombra a García como entrenador en propiedad del equipo profesional, en reemplazo de Belmer Aguilar. Dónde realiza una campaña bastante sólida que por tema de porcentaje por poco salva el tema del descenso. En el  Te enero Apertura 2021 desciende a la segunda división.
En el siguiente torneo realiza una muy buena campaña en la categoría B dónde hasta la última fecha tiene opciones de ascender pero no logra el objetivo.
En el 2022 logra el campeonato del primer semestre y posteriormente ratifica el campeonato y se corona campeón del año ascendiendo al Boyacá Chicó a la máxima categoría en Colombia.
Ya en la primera división en el Torneo Apertura 2023 hace una buena campaña llegado a la última fecha del cuadrangular semifinal con chances de jugar la final. Para el Torneo Finalización en el día 16 de agosto de 2023 se comunica que renuncia al club tras un muy mal arranque de temporada. Para diciembre de 2023 negocia su vinculación con el Club Sport Cartaginés de Costa Rica su llegada para el clausura 2024. 

## Plano personal

### Nacionalidades
Además de su nacionalidad mexicana por nacimiento, García también posee las nacionalidades: italiana por ascendencia (maternal) y la colombiana por haber vivido más de 15 años en el país cafetero.

### Cáncer.
A mediados de 2010, después de dar positivo en un examen antidopaje por una sustancia, los médicos del club descubren que esa sustancia estaba siendo producida por un marcador tumoral. A Mario le fue detectado cáncer, le hicieron la cirugía para atacar el tumor y después el proceso de quimioterapia. Logró superar la prueba más complicada de su vida.

## Datos
- Notas:
  - Es el primer y único futbolista mexicano que hasta el momento ha quedado campeón en la primera división de Colombia, eso ocurrió con el Boyacá Chicó en el torneo apertura de 2008, el día 6 de julio, cuando en penales su equipo le ganó 4-2 al América de Cali.
  - Es el futbolista Mexicano con más partidos disputados en el FPC.
  - Es el futbolista extranjero con más partidos disputados en el Boyacá Chicó.
  - Primer mexicano en salir campeón en el torneo de ascenso del fútbol Colombiano con el equipo Deportes Quindio en el segundo semestre del 2014.
  - Primer y único futbolista mexicano en consagrarse campeón tanto en la Primera como en la Segunda división de Colombia.
  - Primer y único mexicano en consagrarse campeón en el FPC tanto como jugador y como parte de un cuerpo técnico ambos títulos con el Boyacá Chicó.
  - Primer entrenador mexicano en dirigir en el balompié de Colombia.
  - Primer Mexicano en consagrarse campeón en Colombia como Director Técnico.

## Clubes

### Como jugador
| Club                | País                | Año                 | Partidos | Goles |
| ------------------- | ------------------- | ------------------- | -------- | ----- |
| Tecos               | México              | 1998-2001           | 46       | 0     |
| Central Córdoba     | Argentina           | 2002-2003           | 19       | 0     |
| Varese              | Italia              | 2004-2005           | 16       | 0     |
| Boyacá Chicó        | Colombia            | 2006-2013           | 210      | 14    |
| Pumas Morelos       | México              | 2013                | 3        | 0     |
| Deportes Quindío    | Colombia            | 2014-2015           | 40       | 2     |
| Total en su carrera | Total en su carrera | Total en su carrera | 334      | 16    |

### Como asistente técnico
| Club         | Año         | Asistente De                  |
| ------------ | ----------- | ----------------------------- |
| Boyacá Chicó | 2016 - 2020 | Nelson Olveira y Flecha Gómez |

### Como entrenador
| Boyacá Chicó · Colombia | 1ª                  | 2016 (e)            | 1   | 0  | 0  | 1  | - | - | - | - | - | - | - | - | - | - | - | - | 1   | 0  | 0  | 1  |  |
| Boyacá Chicó · Colombia | 1ª                  | 2021                | 18  | 5  | 4  | 9  | 2 | 0 | 1 | 1 | - | - | - | - | - | - | - | - | 20  | 5  | 5  | 10 |  |
| Boyacá Chicó · Colombia | 2ª                  | 2021                | 20  | 10 | 7  | 3  | - | - | - | - | - | - | - | - | - | - | - | - | 20  | 10 | 7  | 3  |  |
| Boyacá Chicó · Colombia | 2ª                  | 2022                | 48  | 20 | 19 | 9  | 2 | 0 | 0 | 2 | - | - | - | - | - | - | - | - | 50  | 20 | 19 | 11 |  |
| Boyacá Chicó · Colombia | 1ª                  | 2023                | 30  | 9  | 13 | 8  | 2 | 0 | 2 | 0 | - | - | - | - | - | - | - | - | 32  | 9  | 15 | 8  |  |
| Boyacá Chicó · Colombia | Total               | Total               | 117 | 44 | 43 | 30 | 6 | 0 | 3 | 3 | 0 | 0 | 0 | 0 | 0 | 0 | 0 | 0 | 123 | 44 | 46 | 33 |  |
| Total en su carrera     | Total en su carrera | Total en su carrera | 117 | 44 | 43 | 30 | 6 | 0 | 3 | 3 | 0 | 0 | 0 | 0 | 0 | 0 | 0 | 0 | 123 | 44 | 46 | 33 |  |
| 1. 2. 3.                |                     |                     |     |    |    |    |   |   |   |   |   |   |   |   |   |   |   |   |     |    |    |    |  |

## Palmarés

### Campeonatos nacionales
| Título          | Club         | País     | Año  |
| --------------- | ------------ | -------- | ---- |
| Torneo Apertura | Boyacá Chicó | Colombia | 2008 |